# Lijst van afleveringen van Danny Phantom
Hier staan bijna alle 53 afleveringen van de serie Danny Phantom kort beschreven.

## Seizoen 1 (2004-2005)
| Danny Phantom seizoen 1 | Danny Phantom seizoen 1                                 | Danny Phantom seizoen 1 | Danny Phantom seizoen 1 | Danny Phantom seizoen 1             | Danny Phantom seizoen 1 |
| Nr.                     | Titel aflevering                                        | Beschrijving | Lanceerdatum            | Onderschrift                        |                         |
| ----------------------- | ------------------------------------------------------- | --- | ----------------------- | ----------------------------------- | ----------------------- |
| 1                       | Vreemd Vlees Mystery Meat                               | Danny en zijn vrienden vechten tegen een spook genaamd de Lunchdame, die boos is omdat Sam het schoolmenu heeft veranderd. | 3 april 2004            | All New: In Terrifying Meat Vision! |                         |
| 2                       | Uniek in z'n Soort One of a Kind                        | Danny maakt kennis met Skulker, die hem wil vangen. | 10 april 2004           | Shocking!                           |                         |
| 3                       | Ouderlijke Band Parental Bonding                        | Danny wil graag naar het schoolbal met Paulina. Zonder het te weten geeft hij haar een amulet waardoor ze in een draak verandert. | 10 april 2004           | In Sensational Dragon Vision!       |                         |
| 4                       | De Moordgarage verkoop Attack of the Killer Garage Sale | Danny wil naar het feest voor de populaire gasten. Hiervoor moet hij wat geld verdienen voor nieuwe kleren en verkoopt spullen van zijn ouders. Maar die spullen zijn behekst door Technus.                                                      | 17 april 2004           | Technology And Terror Collide!      |                         |
| 5                       | Gespleten Persoonlijkheden Splitting Images             | Danny bindt de strijd aan met Sidney Pointdexter. Sidney haat pestkoppen en ziet Danny er voor één aan. | 24 april 2004           | It Came From Locker 724!            |                         |
| 6                       | Wat Jij Wil What You Want                               | Tucker krijgt van wensspook Désirée ook spookkrachten, maar deze krachten nemen hem langzaam maar zeker over. | 1 mei 2004              | In Sensational Dream-O-Rama!        |                         |
| 7                       | Verbitterde Reünie Bitter Reunions                      | De familie Fenton krijgt een uitnodiging voor een reünie georganiseerd door Vlad Masters. Danny ontdekt dat hij ook een half-spook is en de naam Vlad Plasmius draagt.                                                                           | 8 mei 2004              | A Blast From The Past!              |                         |
| 8                       | Gevangen door Liefde Prisoners of Love                  | Danny wordt opgepakt door Walker en wordt veroordeeld voor 1.000 jaren gevangenisstraf in de Spookzone. Hij komt erachter dat zijn ouders gaan scheiden. Iedereen denkt dat tenminste.                                                           | 15 mei 2004             | Captivating Chaos!                  |                         |
| 9                       | Mijn Broeders Hoeder My Brother's Keeper                | Danny komt bij een nieuwe schoolpsycholoog te zitten. Deze schoolpsycholoog blijkt Penelope Spectra te zijn, een spook dat teert op de ellende van tieners. Tijdens zijn strijd tegen haar komt Danny's zus Jazz achter zijn geheime identiteit. | 18 juni 2004            | Presented In Phantomation.          |                         |
| 10                      | Grijstinten Shades of Gray                              | Een ontmoeting met een spookhond zorgt ervoor dat Valerie Grays vader ontslagen wordt. Ze besluit de strijd aan te gaan met Danny Phantom. | 24 september 2004       | In Spectre Scope.                   |                         |
| 11                      | In Vuur en Vlam Fanning the Flames                      | Alle tieners zijn in de ban van de spookrockster Ember McLain. | 8 oktober 2004          | A Symphony Of Doom!                 |                         |
| 12                      | Leraar van het Jaar Teacher of the Year                 | Danny en Tucker spelen een online game. Als Technus in het spel infiltreert moeten Sam, Danny en Tucker online de strijd met hem aanbinden, terwijl Danny ook nog moet slagen voor een proefwerk.                                                | 15 oktober 2004         | A Lesson In Fear!                   |                         |
| 13                      | 13                                                      | Johnny 13 en zijn vriendin Kitty proberen door het Spookportaal de echte wereld te bereiken. Johnny komt er door maar Kitty zit vast. Hierdoor moet Johnny een gastlichaam zoeken. Hij vindt Jazz.                                               | 5 november 2004         | 2-Wheeled-Terror!                   |                         |
| 14                      | Volksvijand nummer één Public Enemies                   | Walker probeert Danny Phantom in de echte wereld volksvijand nr. 1 te maken. | 4 februari 2005         | It's Fang-Tastic!                   |                         |
| 15                      | Fright Knight                                           | In een anti-nablijf-project moet Danny een enge spookkamer voor Mr. Lancer maken. Hij gebruikt daarbij een zwaard van de Schrikridder, die het zwaard komt terughalen. Dit is de eerste Danny Phantom Halloween special.                         | 29 oktober 2004         | Spooktacular!                       |                         |
| 16                      | Moederinstinct Maternal Instinct                        | Maddy en Danny krijgen een uitnodiging voor een congres. Ze storten neer en komen 'toevallig' bij Vlad Masters terecht. De originele titel was: Mother's Day.                                                                                    | 18 februari 2005        | The Mother Of All Shows!            |                         |
| 17                      | Gelukkig in de Liefde Lucky in Love                     | Paulina ontdekt Danny's geheime identiteit en ze krijgen samen verkering. Maar wat komt Johnny 13 steeds doen? | 11 februari 2005        | Heart Aching Terror!                |                         |
| 18                      | Levenslessen Life Lessons                               | Danny en Valerie zitten samen in een verzorgingsproject. Maar Skulker heeft de jacht op hen geopend. | 25 februari 2005        | The Hunt Is On!                     |                         |
| 19                      | Het Spook van één Miljoen The Million Dollar Ghost      | Als Vlads spookportaal ontploft, wil hij die van de Fentons stelen. Hij zet een prijs van 1 miljoen dollar op het hoofd van Danny Phantom. | 3 juni 2005             | It's Worth Every Penny!             |                         |
| 20                      | Control Freaks                                          | Circus Gothica is in de stad en Danny wordt bezeten door de directeur om spullen te stelen. Sam en Tucker moeten alles doen om hun vriend terug te krijgen.                                                                                      | 17 juni 2005            | The Freakiest Show On Earth!        |                         |

## Seizoen 2 (2005-2006)
| Danny Phantom seizoen 2 | Danny Phantom seizoen 2                          | Danny Phantom seizoen 2 | Danny Phantom seizoen 2 | Danny Phantom seizoen 2                                                            | Danny Phantom seizoen 2 |
| Nr.                     | Titel aflevering                                 | Beschrijving | Lanceerdatum            | Onderschrift                                                                       |                         |
| ----------------------- | ------------------------------------------------ | --- | ----------------------- | ---------------------------------------------------------------------------------- | ----------------------- |
| 21 & 22                 | Storm Bewind Reign Storm                         | Als Vlad Plasmius de spookkoning Pariah Dark bevrijdt is heel Amity Park in gevaar, als Pariah Amity Park in de spookzone doet belanden. Danny, Vlad, Valerie, vrienden en vijanden moeten alles op alles zetten om Pariah te verslaan. | 29 juli 2005            | The King Of All Shows!                                                             |                         |
| 23                      | Zieke dokter Doctor's Disorders                  | Amity Park wordt geteisterd door een epidemie die de kinderen spookkrachten geeft. | 15 juli 2005            | It Will Leave You In Stitches!                                                     |                         |
| 24                      | Identiteitscrisis Identity Crisis                | Danny wil graag wat meer leuke dingen doen met Sam en Tucker, maar hij moet steeds spoken vangen. Hij gebruikt de Fenton Spokenvanger om zich te splitsen. | 23 september 2005       | Multiple Thrills!                                                                  |                         |
| 25                      | Piratenzender Pirate Radio                       | Uit de spookzone komt een piratenschip aanvliegen en steelt de Spookscherm-generator. Verder lijkt heel Amity Park in ban te zijn van een nieuw radiostation. Danny zoekt uit wat dit allemaal met elkaar te maken heeft. | 22 juli 2005            | It Will Shiver Your Timbers!                                                       |                         |
| 26                      | Spoken zien The Fenton Menace                    | Jongbloed is terug en drijft Danny helemaal gek (vooral omdat alleen Danny hem kan zien). | 7 oktober 2005          | You Won't Believe Your Eyes!                                                       |                         |
| 27                      | Vrolijk Kerst'g'eest The Fright Before Christmas | Danny haat kerst en als hij per ongeluk het Kerstgedicht van de Spookschrijver vernietigt, zonder er spijt van te hebben stopt hij Danny in zijn nieuwe kerstgedicht (dit is de Danny Phantom Kerstspecial). | 6 december 2005         | Ho-Ho-Horror!                                                                      |                         |
| 28                      | Micro Management                                 | Skulker heeft de jacht geopend op Danny, maar wordt door hem terug de spookzone in getrapt. Als Skulker de jacht opnieuw opent op Danny gaat hij achter hem en Dash aan, die op dat moment aan het trainen zijn voor een fitheidstest. Dankzij Jack worden ze ook nog verkleind. | 27 januari 2006         | Klein van stuk, Grote SCHRIK! (Small In Size: Large In Terror!)                    |                         |
| 29                      | Klok Werk Masters of All Time                    | Vlads Ecto-Acne is terug en vraagt Danny te helpen zoeken naar een tegengif. Om er voor te zorgen dat Danny helpt, besmet hij ook Sam en Tucker met Ecto-Acne. Danny gaat naar Klokhuis voor hulp. Danny wil naar het verleden toe om het ongeluk te voorkomen waardoor Vlad Ecto-Acne krijgt. | 24 maart 2006           | Wat een ROTGEZICHT! (It's Time For Horror!)                                        |                         |
| 30                      | Schoonheidsvlekjes Beauty Marked                 | Sam besluit mee te doen aan een schoonheidsverkiezing, die door Dora op het Casper College wordt gehouden om een statement te bewijzen, maar ze wordt ontvoerd naar de Spookzone. Het is aan Danny en Tucker om Sam te redden. | 24 februari 2006        | Geeuwen in de Middeleeuwen! (It Puts The "Evil" In Medieval!)                      |                         |
| 31                      | Koning Tuck King Tuck                            | Als de geest van Hotep Ra ontwaakt doordat Tucker in een spiegel kijkt, op de sarcofaag doet hij alles wat Tucker hem opdraagt te doen. Wanneer Hotep Ra Tucker de Farao's scepter geeft komt Tucker in de macht van de scepter. Hij stuurt iedereen naar het oude Egypte om ze daar aan een grote Sfinx te laten werken. Die wordt dan tot leven gewekt zodat hij bestuurd kan worden. Als Danny daarachter komt moet hij alles op alles zetten om iedereen te redden. | 17 maart 2006           | INGEWIKKELD! (Wrapped In Terror!)                                                  |                         |
| 32                      | Dubbel hartig heid Double cross my heart         | Sam wordt verliefd op een uitwisselingsstudent genaamd Gregor. Als Danny ze bespioneert komt Sam er achter en wordt ze kwaad op hem. Danny denkt dat Gregor voor de Gasten in Wit werkt, door wie Danny wordt aangevallen iedere keer als Gregor in de buurt is. Maar eigenlijk is dat een excuus omdat hij jaloers is op Sam en Gregor. | 5 mei 2006              | Extra romantiek, extra ellende (Double the romance, Double the trouble!)           |                         |
| 33                      | Verwante Geesten Kindred Spirits                 | Vlad probeert een kloon van Danny te maken. De meest succesvolle is Daniëlle. Vlad heeft een DNA-streng van Danny nodig terwijl hij tussen zijn 2 fases zit. | 7 april 2006            | Je wordt helemaal NAAR! van binnen (It Will Leave You Feeling All "Gooey" Inside!) |                         |
| 34                      | Geheime Wapens Secret Weapons                    | Jazz probeert Danny te helpen met het spokenjagen, wat niet echt helemaal goed gaat. Als Danny Skulker tegen komt negeert hij Danny totaal. Danny wil weten waarom, en wat heeft Vlad hiermee te maken? | 9 december 2005         | PAS OP! GESTOORD ZUSJE! (Beware The Twisted Sister!)                               |                         |
| 35                      | Geheugenverlies Memory Blank                     | Na een meningsverschil wenst Sam dat ze Danny nooit ontmoet had en Désirée vervult de wens. Sam komt nu in een wereld waar Danny geen spookkrachten heeft. | 24 juni 2005            | The Episode You Won't Forget!                                                      |                         |
| 36                      | De Goden Verzoeken Flirting With Disaster        | Technus wil een super-satelliet overnemen. Om Danny bezig te houden zorgt hij ervoor dat Danny en Valerie een relatie krijgen. | 13 januari 2006         | NIET VAN DEZE WERELD! (Out Of This World Terror!)                                  |                         |
| 37 & 38                 | Reis door de Realiteit Reality Trip              | Ex-directeur Freakshow van circus Gothica is weer terug. Hij kidnapt Danny's ouders, onthult zijn geheim aan de wereld, en laat Danny een aantal edelstenen verzamelen waarmee hij de wereld kan veranderen naar zijn wil. (Dit is een TV-Film: duurt 45 minuten. de originele titel was: School Spirit). | 9 juni 2006             | Are we there yet?                                                                  |                         |
| 39 & 40                 | De Ultieme Vijand The Ultimate Enemy             | Danny moet studeren voor de Carrière Advies Test. Hij wordt aangevallen door Lunchdoos en SkulTech 9.9. Hij komt terecht bij Klokhuis en ontmoet zijn ultieme vijand. Zijn eigen duistere zelf! | 16 september 2005       | It's Time To Scream!                                                               |                         |

## Seizoen 3 (2006-2007)
| Danny Phantom seizoen 3 | Danny Phantom seizoen 3             | Danny Phantom seizoen 3 | Danny Phantom seizoen 3 | Danny Phantom seizoen 3       | Danny Phantom seizoen 3 |
| Nr.                     | Titel aflevering                    | Beschrijving | Lanceerdatum            | Onderschrift                  |                         |
| ----------------------- | ----------------------------------- | --- | ----------------------- | ----------------------------- | ----------------------- |
| 41                      | Oog om oog Eye for an Eye           | Danny en Vlad halen allerlei kinderachtige geintjes met elkaar uit. Dan gaat Vlad meedoen voor de verkiezing van burgemeester.                                                                 | 20 augustus 2007        |                               |                         |
| 42                      | Oneindige rijken Infinite Realms    | Danny ontmoet Frostbyte en krijgt een speciale Kaart in handen. Met deze kaart kan je overal komen in de Spookzone. Vlad steelt de kaart en Danny moet zien terug te krijgen.                  | 9 juli 2007             |                               |                         |
| 43                      | Meidenuitje Girl's Night Out        | Danny & z'n vader gaan vissen. Ondertussen hebben Ember, Spectra en Kitty alle mannen laten verdwijnen, en moeten Maddie, Sam en Jazz de handen in één slaan.                                  | 10 juli 2007            |                               |                         |
| 44                      | Storm van terreur Torrent of Terror | Vlad heeft Vortex, het weerspook laten ontsnappen en Danny's stemmingen worden gekoppeld aan het weer.                                                                                         | 11 juli 2007            |                               |                         |
| 45                      | Voor Eeuwig Spook Forever Phantom   | Een spook met vormveranderende eigenschappen teistert Amity Park. Problematisch wordt het, als een nieuwe uitvinding van Jack de veranderaar en Danny in hun vaste vorm laat bestaan.          | 12 juli 2007            |                               |                         |
| 46                      | Stadse Jungle Urban Jungle          | Danny moet leren met zijn nieuwe vries-krachten omgaan om zo Kreupelhout te verslaan. | 9 oktober 2006          |                               |                         |
| 47                      | Op grote voet Livin´Large           | De Gasten in het Wit kopen voor een enorm bedrag de Fenton Werkplaats. Nu kunnen de Fentons in weelde leven.                                                                                   | 13 juli 2007            |                               |                         |
| 48                      | Woede uit de doos Boxed up Fury     | Het doosspook is boos dat hij niet gezocht wordt door de politie, en besluit de gevaarlijke box van pandora te stelen.                                                                         | 21 augustus 2007        |                               |                         |
| 49                      | Je ergste nachtmerrie Frightmare    | Amity Park is in de ban van een spook dat zijn energie uit de dromen van mensen haalt. | 22 augustus 2007        | "You wish it was a dream!"    |                         |
| 50                      | Klauw in het wild Claw of the Wild  | Danny's klas gaat gezellig op zomerkamp. Maar het kamp wordt geteisterd door allerlei spoken en monsters.                                                                                      | 23 augustus 2007        | The wildest ghost story ever! |                         |
| 51                      | D-Gestabiliseerde D-Stabilized      | Danielle (het nichtje van Danny, heeft ook Spookkrachten) heeft moeite haar vorm te behouden. Vlad stuurt Valerie erop af om haar op te pakken.                                                | 24 augustus 2007        |                               |                         |
| 52 & 53                 | Spookplaneet Phantom Planet         | Vlad introduceert de Master's Blasters, een nieuwe spookjaageenheid. Danny verliest zijn aandacht en geeft zijn spookkrachten op. Ondertussen komt er een grote ecto-meteoriet op de aarde af. | 24 augustus 2007        |                               |                         |